# Горишнеплавнинский городской совет
Горишнеплавнинский городской совет (укр. Горішньоплавнівська міська рада) — административная единица на юге Полтавской области Украины.
Административный центр — город Горишние Плавни.

## География
Горишнеплавнинский городской совет находится на юге Полтавской области Украины.
С ним соседствуют
Кременчугский и
Козельщинский районы Полтавской области.
Площадь 163 км².
Административный центр — город Горишние Плавни.
На территории горсовета протекают реки Днепр (Каменское водохранилище), Псёл и Рудька.

## Население
По данным на 2019 год наличное население Горишнеплавнинского горсовета составило 53 671 человек, в том числе городское — 51 215 человек, сельское — 2 456 человек.

## Административное устройство
Район включает в себя:
| - Сельских советов: 1 | - Городов: 1 - Сёл: 7 |

### Местные советы[3]
| - Дмитровский сельский совет |

### Населённые пункты[4]
| с. Базалуки | г. Горишние Плавни с. Гора | с. Дмитровка с. Кияшки | с. Кузьменки с. Солонцы |

#### Ликвидированные населённые пункты[5][6]
| с. Вишневое | с. Волошино | с. Золотнишино | с. Кириленки | с. Низы |